# Route nationale 10 (Vietnam)
Pour les articles homonymes, voir Route nationale 10.
La route nationale 10 (vietnamien : Quốc lộ 10, sigle QL.10) est une route nationale au Viêt Nam.

## Parcours
Longue de 212 km, la route nationale 10 longe la région côtière nord à travers 7 provinces et ville: Quang Ninh, Haïphong, Hải Dương, Thái Bình, Nam Định, Ninh Bình et Thanh Hóa.
Elle part de Uong Bi (Province de Quảng Ninh), rencontre la route nationale 1 dans la ville de Hoa Lư puis elle se dirige vers le sud-est et traverse les districts de Yen Khanh et Kim Son (Thái Bình), puis vers le sud-ouest les districts de Nga Son et Hau Loc (Thanh Hóa).
Elle se termine à son croisement avec la route nationale 1 dans le quartier Tao Xuyen de la ville de Thanh Hóa.